# Das Schlangenei
Das Schlangenei (coneguda també amb el títol anglès The Serpent's Egg i francès L'Oeuf du serpent, "L'ou de serp") és una pel·lícula alemanya dirigida per Ingmar Bergman, estrenada el 1977.

## Argument[calcitació]
Berlín 1923. Abel Rosenberg troba el cos del seu germà que s'ha suïcidat deixant una misteriosa carta. Rosenberg descobreix que al voltant d'ell nombroses persones desapareixen i que la policia comença a sospitar...

## Repartiment
| - David Carradine: Abel Rosenberg - Liv Ullmann: Manuela Rosenberg - Heinz Bennent: Hans Vergerus - Gert Fröbe: el comissari Bauer - Isolde Barth: La noia d'uniforme - Toni Pastor: Senyor Rosenberg - Christian Berkel: L'estudiant - Richard Bohne: L'agent de policia - Paula Braend: Senyora Hemse - Erna Brünell: Senyora Rosenberg - Paul Burian: El Conillet d'Índies - Paul Bürks: comediant del cabaret - Hildegard Busse: una prostituta - Gaby Dohm: La dona del final - Hans Eichler: Max - Kai Fischer - Herbert Fux - Renate Grosser: una prostituta - Heino Hallhuber: la promesa - Georg Hartmann: Hollinger - Edith Heerdegen: Senyora Holle - Rosemarie Heinikel: noia d'uniforme - Klaus Hoffmann | - Grischa Huber: Stella - Harry Kalenberg: Coronel - Volkert Kraeft - Andrea L'Arronge: noia d'uniforme - Gunther Malzacher: un marit - Lisi Mangold: Mikaela - Beverly Mcneely: noia d'uniforme - Günter Meisner - Hubert Mittendorf: El consolador - Kyra Mladeck: Senyoreta Dorst - Heide Picha: una esposa - Hans Quest: Doctor Silbermann - Charles Régnier: un doctor - Walter Schmidinger: Solomon - Irene Steinbeisser: un Grum - Fritz Strassner: Dr. Soltermann - Glynn Turman: Monroe - Ellen Umlauf: L'arrendatària del bordell - Hertha Von Walther: una dona al carrer - Wolfgang Weiser - James Whitmore: El capellà - Ralf Wolter |